# Jean-Pierre Adam (graveur)
Pour les articles homonymes, voir Jean-Pierre Adam et Adam.
Jean-Pierre Adam (Adams Menn), né le 5 août 1941 à Dudelange et mort le 13 janvier 2014, était un peintre et graveur et sculpteur luxembourgeois.
Jean-Pierre Adam a travaillé comme ouvrier dans une fonderie. Ensuite, il a étudié à l'École nationale d'art décoratif à Zurich, enfin il a travaillé à Aubusson dans l'industrie de la tapisserie.
En 1974, Jean-Pierre Adam a fondé l'Académie d'été, située à Luxembourg-Ville.
En 1989, Jean-Pierre Adam et sa famille se sont établis à La Barben, une commune dans le sud de la France, près de Salon-de-Provence. 18 ans plus tard, Jean-Pierre Adam revient à Luxembourg et travaille depuis son atelier à l'entrée du Quartier Italien à Dudelange.

## Travaux (sélection)
- Les ombres du passé, neuf sculptures volées au Centre de documentation sur les migrations humaines à Dudelange
- Fënnef stole Skulpture vu 6 Meter Héicht bei der Garer-Schoul an der Stad Lëtzebuerg
- Schoul Ribbespont zu Diddeleng
- Schoul Glas Coupole zu Beefort
- Retrospective Déifferdeng
- Spiral zu Réimech
- Aner Wierker